# Антонове
Анто́нове — село в Україні, у Братській селищній громаді Вознесенського району Миколаївської області. Населення становить 439 осіб.

## Населення
Згідно з переписом УРСР 1989 року чисельність наявного населення села становила 475 осіб, з яких 239 чоловіків та 236 жінок.
За переписом населення України 2001 року в селі мешкало 436 осіб.

### Мова
Розподіл населення за рідною мовою за даними перепису 2001 року:
| Мова       | Чисельність | Відсоток |
| ---------- | ----------- | -------- |
| українська | 408         | 92,94%   |
| російська  | 29          | 6,60%    |
| румунська  | 2           | 0,46%    |
| Усього     | 439         | 100%     |

## Інтернет-посилання
- Погода в селі Антонове [Архівовано 6 червня 2016 у Wayback Machine.]
- Antonów, pow. skwirski // Słownik geograficzny Królestwa Polskiego. — Warszawa : Druk «Wieku», 1880. — Т. I. — S. 43. (пол.)